# Avenida de los Insurgentes

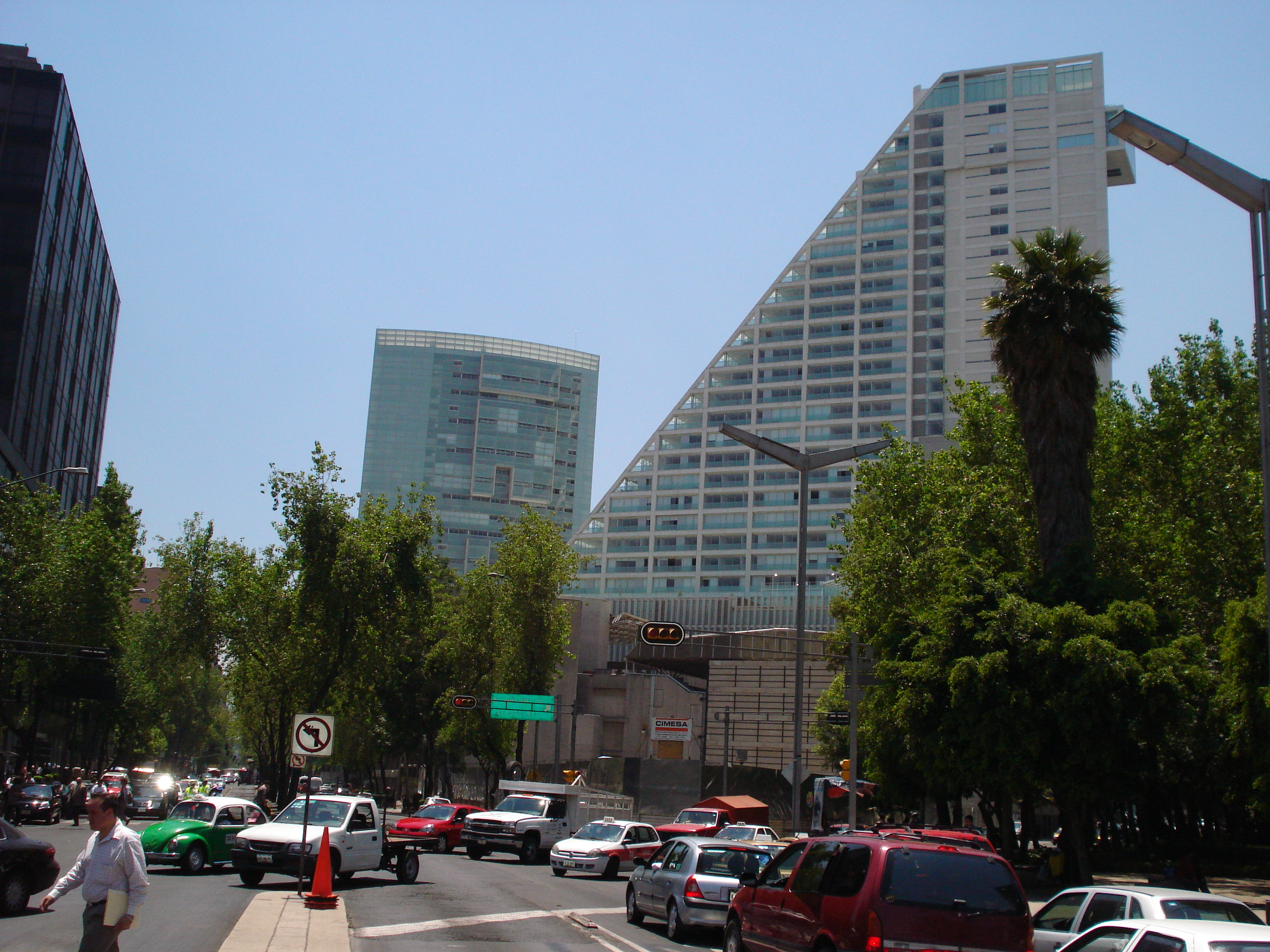
Avenida de los Insurgentes no cruzamento com o Paseo de la Reforma.

A Avenida de los Insurgentes é uma das artérias principais da Cidade do México. Com 28 km de extensão, a Insurgentes é a mais extensa via pública da cidade e a segunda maior do mundo, sendo superada apenas pela Avenida Rivadavia em Buenos Aires, que possui 35 km. Corta a cidade no sentido norte-sul, interligando 5 bairros (delegaciones) do Distrito Federal.
A Avenida Insurgentes têm suas origens no início do século XX, mas foi durante o governo de Miguel Alemán que foi remodelada sob a inpsiração das boulevards francesas, a exemplo do Paseo de la Reforma. Seu nome atual é uma homenagem ao Exército dos Insurgentes, que lutaram pela Independência mexicana.

## Atrações
- World Trade Center
- Teatro de los Insurgentes
- Senado da República